# 偶像大師 (Xbox 360)
《偶像大師》是萬代南夢宮遊戲發售的Xbox 360主機用遊戲軟體、類型是偶像育成模擬遊戲。由街機版《偶像大師》移植。簡稱是「IM@S」等。
於2007年1月25日發售，Xbox360主機用的偶像育成模擬遊戲軟體。從街機版移植。本文主要記述和街機版的差異和Xbox 360版特有系統與情形。

## 限定版與通常版的差異
限定版附有「角色人偶：11體」「特特製舞台：1個」「Visual Book：1冊（B4尺寸、20頁）」「偶像大師新曲特別DVD：1枚（收錄時間約90分以上）」「Xbox360 ：1枚」。另外只限予約購買者，隨遊戲（限定版、通常版）附贈特典DVD「SPECIAL MOVIES at TGS 2006」。

## 登場角色
關於在街機版登場的角色，詳細請見偶像大師。在本項目只詳述於Xbox 360版首次登場的人物。Xbox 360中所使用的圖像是從重新製作的，和街機版的人物設定相較之下，強調了圓潤造型和沉著的顏色。

### 765所属偶像
- 天海春香
- 如月千早
- 萩原雪歩
- 高槻彌生
- 秋月律子
- 三浦梓
- 水瀬伊織
- 菊地真
- 雙海亞美・真美
- 星井美希

年齡：14歲、159cm/44kg、3圍：84-55-82、生日：11月23日、血型：B型、聲優：長谷川明子
Xbox 360版的新角色，宣傳詞是「未完成的年輕造型女王（未完の幼きビジュアルクイーン）」。早期髮色為茶褐色，改變造型後頭髮為和其他偶像們不同的金色。不知世間辛苦，想要輕鬆地當偶像。口癖是。興趣是賞鳥、和朋友聊天。
初期的造型能力値超群地高，且容易維持情緒、能力減退也比較緩和，屬於易於操作、適合新手的角色。但是擁有只要消沈一次就難以回復情緒的弱點存在。個人歌曲為relations

### 關於偶像

#### 製作曲
除了街機版的10首製作曲以外，Xbox360版另外新增了6首曲
登場曲和該曲形象，個人歌曲擁有角色如下。
- 歌唱形象
  - 思い出をありがとう（如月千早・星井美希）【作詞：中村恵 作曲：佐々木宏人 BPM値:133】
  - まっすぐ（三浦あずさ・菊地真）【作詞：朝日祭 作曲：Yoshi BPM値:122】
- 舞蹈形象
  - relations（星井美希）【作詞：mft 作曲：中川浩二 BPM値:142】
  - GO MY WAY!!（高槻やよい・双海亜美&真美）【作詞：yura 作曲：神前暁 BPM値:180】
- 造型形象
  - My Best Friend（秋月律子・萩原雪歩）【作詞：uRy 作曲：おおくぼひろし BPM値:157】
  - 私はアイドル♥（天海春香・水瀬伊織）【作詞：中村恵 作曲：佐々木宏人 BPM値:168】

### 765 Production社員
- 高木順一朗
- 製作人
- 音無小鳥

### 藝能記者
- 善永
- 惡德

### 其他
- 歌田音
- 輕口哲也
- 山崎杉雄

## 外部連結
- THE IDOLM@STER 官方網站
- XBOX360 THE IDOLM@STER